# Nicolás Marichal
Nicolás Marichal Pérez (Sarandí del Yí, 17 marzo 2001) è un calciatore uruguaiano, difensore della Dinamo Mosca e della nazionale uruguaiana.

## Caratteristiche tecniche
È un difensore centrale.

## Carriera

### Club
Cresciuto nel settore giovanile del Nacional, debutta in prima squadra l'8 febbraio 2021 in occasione dell'incontro di Primera División Profesional vinto 3-0 contro il River Plate (M); ad aprile scende in campo da titolare nei due match contro il Rentistas valevoli per l'assegnazione del titolo uruguaiano, entrambi vinti dai Tricolores.

### Nazionale
Nel 2024 ha esordito in nazionale; nel medesimo anno è anche stato convocato per la Coppa America, chiusa al terzo posto.

## Statistiche

### Presenze e reti nei club
Statistiche aggiornate all'8 dicembre 2024.
| Stagione        | Squadra         | Campionato      | Campionato | Campionato | Coppe nazionali | Coppe nazionali | Coppe nazionali | Coppe continentali | Coppe continentali | Coppe continentali | Altre coppe | Altre coppe | Altre coppe | Totale | Totale | Totale |
| Stagione        | Squadra         | Comp            | Pres       | Reti       | Comp            | Pres            | Reti            | Comp               | Pres               | Reti               | Comp        | Pres        | Reti        | Pres   | Reti   |        |
| --------------- | --------------- | --------------- | ---------- | ---------- | --------------- | --------------- | --------------- | ------------------ | ------------------ | ------------------ | ----------- | ----------- | ----------- | ------ | ------ | ------ |
| 2020            | Nacional        | PD              | 4          | 0          | -               | -               | -               | CL                 | 0                  | 0                  | -           | -           | -           | 4      | 0      |        |
| 2021            | Nacional        | PD              | 20         | 0          | -               | -               | -               | CL+CS              | 5+2                | 0+0                | SU          | 1           | 0           | 28     | 0      |        |
| gen.-ago. 2022  | Nacional        | PD              | 24         | 0          | -               | -               | -               | CL+CS              | 6+3                | 0+0                | -           | -           | -           | 33     | 0      |        |
| Totale Nacional | Totale Nacional | Totale Nacional | 48         | 0          |                 | -               | -               |                    | 16                 | 0                  |             | 1           | 0           | 65     | 0      |        |
| 2022-2023       | Dinamo Mosca    | PL              | 14         | 0          | CR              | 3               | 0               | -                  | -                  | -                  | -           | -           | -           | 17     | 0      |        |
| 2023-2024       | Dinamo Mosca    | PL              | 21         | 0          | CR              | 10              | 0               | -                  | -                  | -                  | -           | -           | -           | 31     | 0      |        |
| 2024-2025       | Dinamo Mosca    | PL              | 15         | 0          | CR              | 7               | 0               | -                  | -                  | -                  | -           | -           | -           | 22     | 0      |        |
| Totale carriera | Totale carriera | Totale carriera | 50         | 0          |                 | 20              | 0               |                    | -                  | -                  |             | -           | -           | 70     | 0      |        |
| Totale carriera | Totale carriera | Totale carriera | 98         | 0          |                 | 20              | 0               |                    | 16                 | 0                  |             | 1           | 0           | 135    | 0      |        |

### Cronologia presenza e reti in nazionale
| Cronologia completa delle presenze e delle reti in nazionale ― Uruguay | Cronologia completa delle presenze e delle reti in nazionale ― Uruguay | Cronologia completa delle presenze e delle reti in nazionale ― Uruguay | Cronologia completa delle presenze e delle reti in nazionale ― Uruguay | Cronologia completa delle presenze e delle reti in nazionale ― Uruguay | Cronologia completa delle presenze e delle reti in nazionale ― Uruguay | Cronologia completa delle presenze e delle reti in nazionale ― Uruguay | Cronologia completa delle presenze e delle reti in nazionale ― Uruguay |
| Data                                                                   | Città                                                                  | In casa                                                                | Risultato                                                              | Ospiti                                                                 | Competizione                                                           | Reti                                                                   | Note                                                                   |
| ---------------------------------------------------------------------- | ---------------------------------------------------------------------- | ---------------------------------------------------------------------- | ---------------------------------------------------------------------- | ---------------------------------------------------------------------- | ---------------------------------------------------------------------- | ---------------------------------------------------------------------- | ---------------------------------------------------------------------- |
| 6-9-2024                                                               | Montevideo                                                             | Uruguay                                                                | 0 – 0                                                                  | Paraguay                                                               | Qual. Mondiali 2026                                                    | -                                                                      | 46’                                                                    |
| 10-9-2024                                                              | Maturín                                                                | Venezuela                                                              | 0 – 0                                                                  | Uruguay                                                                | Qual. Mondiali 2026                                                    | -                                                                      | 5’                                                                     |
| Totale                                                                 |                                                                        | Presenze                                                               | 2                                                                      |                                                                        | Reti                                                                   | 0                                                                      |                                                                        |

## Palmarès

### Club

#### Competizioni nazionali
- Campionato uruguaiano: 1

Nacional Montevideo: 2020